# Etere (elemento classico)

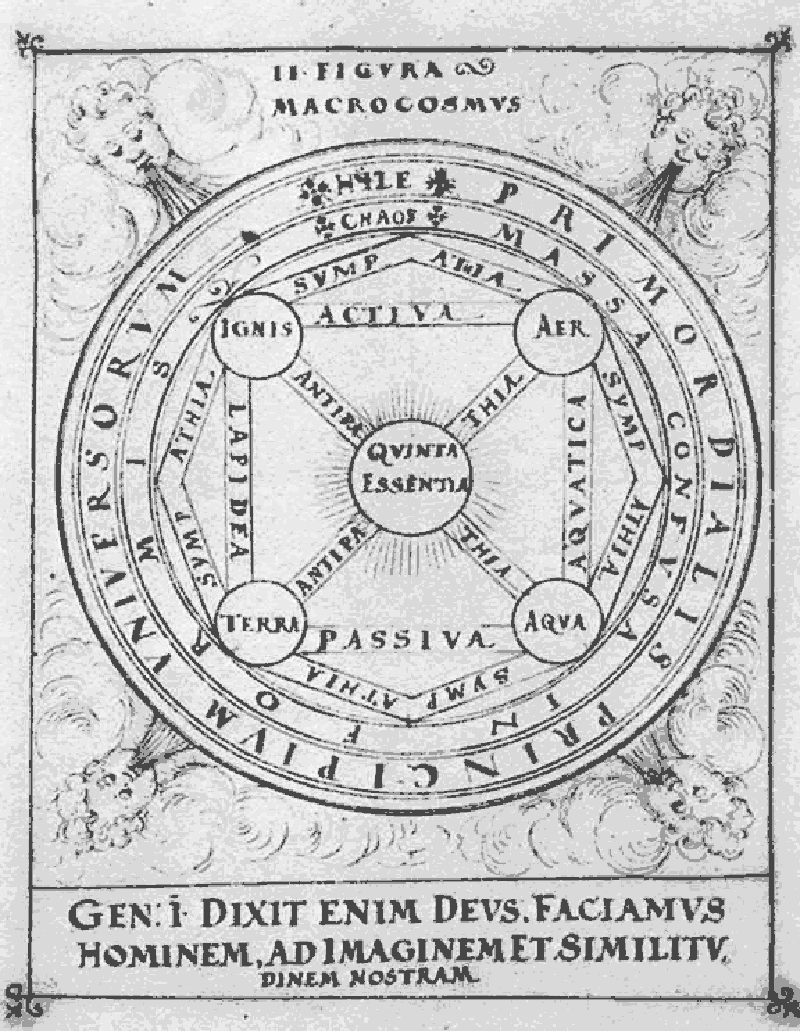
Le relazioni tra i quattro elementi classici, con al centro la quinta essenza (illustrazione dal Sylva Philosophorum di Cornelius Petraeus, XVII secolo).

L'etere (in greco antico αἰθήρ, confluito in latino come aether), sinonimo di quintessenza (dal latino medievale quinta essentia, a sua volta calco dal greco pémpton stoichêion, «quinto elemento»), era un elemento che, secondo Aristotele, si andava a sommare agli altri quattro già noti: il fuoco, l'acqua, la terra, l'aria.
Oggetto di indagine spirituale da parte di diverse tradizioni filosofiche ed esoteriche, l'etere sarebbe secondo gli alchimisti il composto principale della pietra filosofale.

## Storia

### La dottrina greca antica

Il dodecaedro, nella concezione degli antichi Greci, rappresentava la perfezione dell'etere.

La storia dell'etere inizia con gli antichi Greci, per i quali esso era l'elemento cristallino con cui era fatto l'universo. Platone, che nel Fedone parlava di terre perfette abitate da esseri superiori e situate al di sopra della terra a noi conosciuta, sosteneva che l'etere avesse la forma di un dodecaedro, solido regolare composto da dodici facce, il cui significato numerologico implicava una corrispondenza con i dodici segni dello zodiaco.
(Platone, Fedone, LVII)

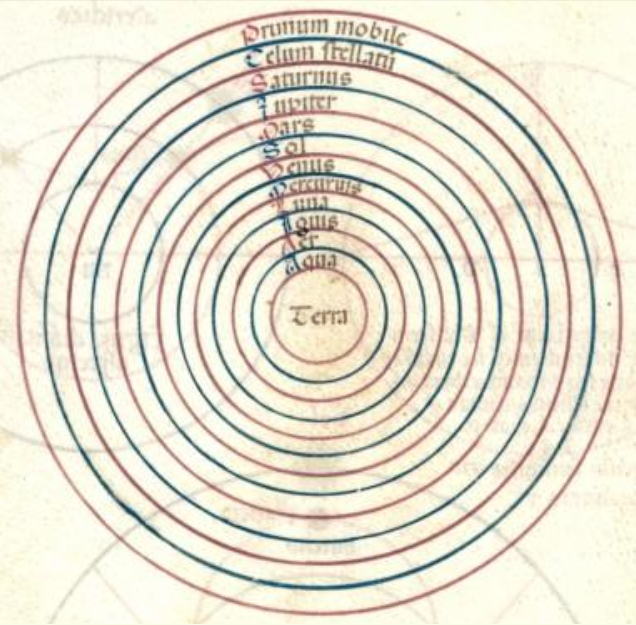
La concezione aristotelica dell'universo, che vede al centro i quattro cerchi sublunari corrispondenti a terra, acqua, aria, e fuoco, al di sopra dei quali ruotano le sfere planetarie di sostanza eterica.

Aristotele ne diede una trattazione sistematica, rimasta prevalente in Occidente, sostenendo che l'etere costituiva l'essenza del mondo celeste, e distinguendolo così dalle quattro essenze (o elementi) di cui riteneva composto il mondo terrestre, stratificato dall'alto in basso in fuoco, aria, acqua ed infine terra. Aristotele riteneva che l'etere fosse eterno, immutabile, senza peso e trasparente; proprio per l'eternità e staticità dell'etere, il cosmo era un luogo immutabile, o quantomeno soggetto a mutamenti regolari, in contrapposizione alla Terra, luogo di continuo cambiamento. All'etere, infatti, egli attribuiva per natura il moto circolare, che entrando poi in contatto con gli altri quattro elementi giungeva a corrompersi diventando rettilineo. Mentre così le stelle fisse, incastonate nel cielo del firmamento, realizzavano il loro fine con un solo movimento, appunto attraverso il moto circolare uniforme, gli altri pianeti più vicini alla Terra lo realizzavano progressivamente per mezzo di più movimenti.
Il Sole e i diversi astri risultavano anch'essi fatti di etere, e ritenuti da Aristotele veri e propri esseri viventi dotati di anima, coincidenti con gli dèi della mitologia greca. L'etere inoltre era per lui qualcosa di denso che permeava tutti i luoghi celesti, nei quali perciò non esisteva nessuno spazio vuoto.
In seguito la natura dell'etere continuò a essere discussa da stoici, neoplatonici, filosofi islamici, e quindi dagli scolastici medioevali, che in opposizione al meccanicismo democriteo, il quale ammetteva l'esistenza del vuoto, lo intendevano come il mezzo universale che riempiva lo spazio, attraverso cui tutto si propagava, e tutto connetteva in unità.
Per la sua caratteristica di essere «forza vitale conservatrice del ricordo delle forme», o «memoria biologica», l'etere era ritenuto l'elemento costitutivo dell'Anima del Mondo, che nel sistema filosofico di Plotino rappresentava l'ipostasi preposta alla generazione della vita, subordinata all'Intelletto il quale invece era la sede superiore delle Idee e dei modelli a cui sottostavano le forme viventi.
(Giacinto Gimma, Della storia naturale delle gemme, delle pietre, e di tutti i minerali, vol. II, pag. 479, Firenze, stamperia di Felice Mosca, 1730)
Analoghi concetti vennero espressi in età rinascimentale da Luca Pacioli, neoplatonico del XVI secolo, per il quale l'etere coinvolge anche le strutture matematiche e geometriche dell'universo: secondo il Pacioli, che si rifaceva in tal modo a Platone, il cielo, ossia il quinto elemento, aveva la forma di un dodecaedro, struttura perfetta secondo lo studioso.

### Tradizione alchemica

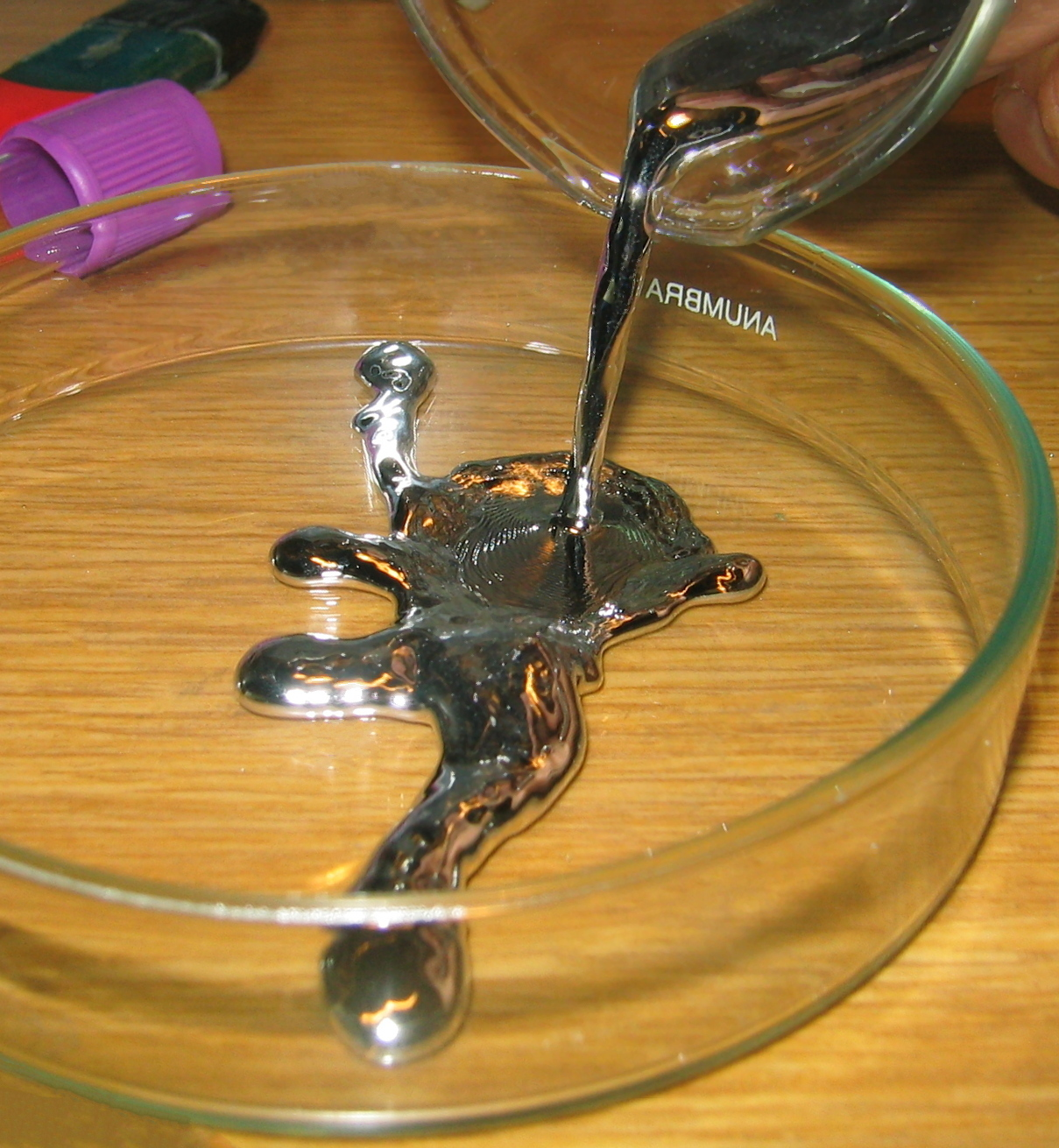
Nel mercurio gli alchimisti vedevano espresse le proprietà liquide e lunari dell'etere, che unite a quelle complementari dello zolfo, avrebbero conferito il potere trasmutativo e conoscitivo della pietra filosofale.

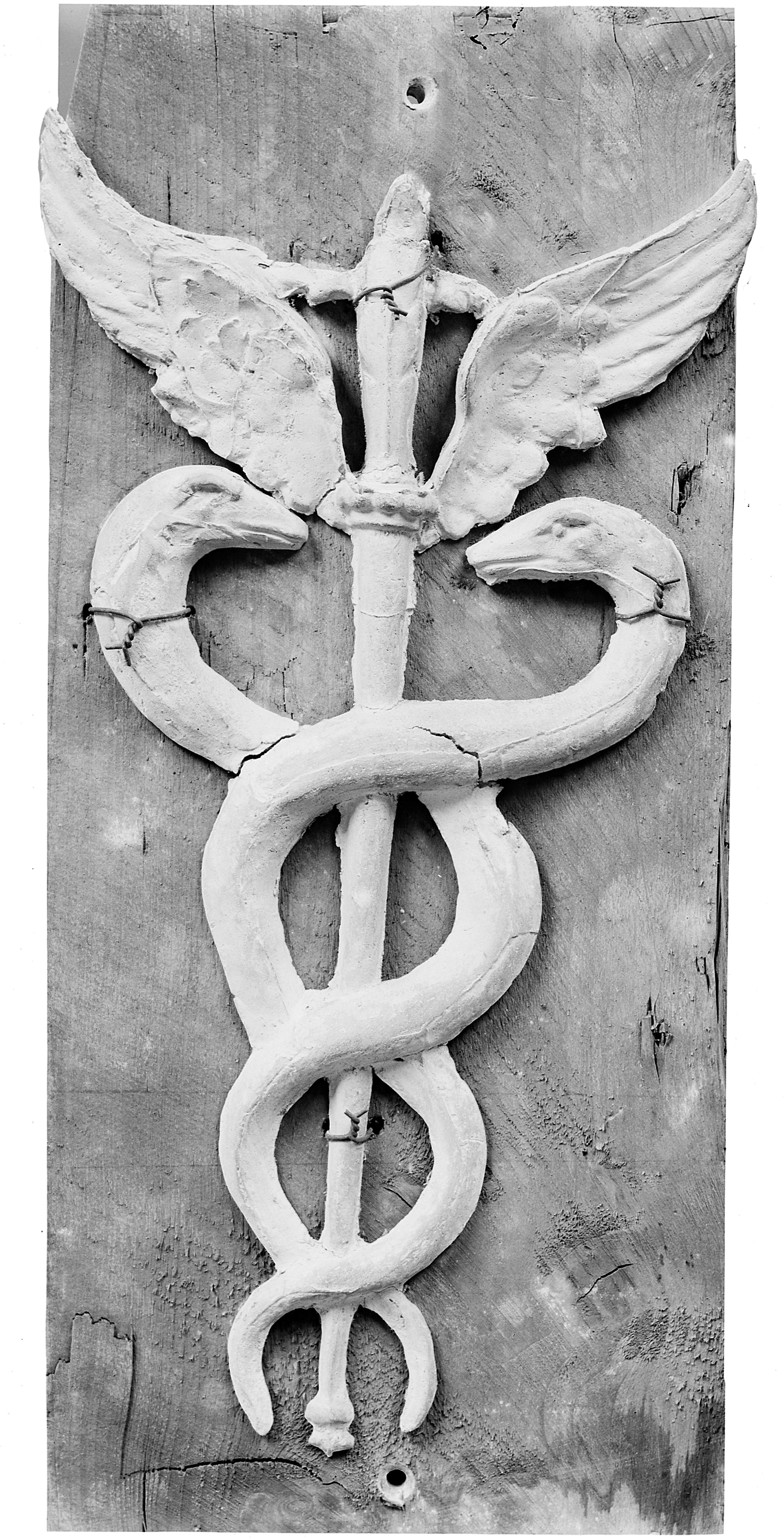
Il caduceo, o bastone di Mercurio, che con i due serpenti avvolti simboleggiava l'opera di riunificazione alchemica delle opposte polarità dell'etere.

Quella cosa che muta i metalli in oro possiede altre virtù straordinarie: come, ad esempio, conservare la salute umana integra sino alla morte e di non lasciar passare la morte (se non dopo due o trecento anni). Anzi, chi la sapesse usare potrebbe rendersi immortale. Questo lapis non è certamente nient'altro che seme di vita, gheriglio e quintessenza dell'intero universo, da cui gli animali, le piante, i metalli e gli stessi elementi traggono sostanza.»
(Comenio, Labirinto del mondo e paradiso del cuore, 1631)
Almeno fino al XVII secolo, le proprietà alchemiche dell'etere furono oggetto di studio anche ai fini della ricerca della pietra filosofale, per produrre la quale era necessaria la disponibilità del grande Agente universale, cioè la stessa Anima del mondo, altrimenti detta «Azoto», acronimo cabalistico che indicava appunto l'Etere divino di cui ogni elemento della realtà si riteneva fosse permeato: il lapis philosophorum, analogamente detto «quintessenza», sarebbe risultato dalla sintesi di due realtà contrapposte, quali il mercurio, associato all'aspetto passivo dell'etere, e lo zolfo, associato al lato attivo e solare dell'intelletto.
Per il fatto che in ambito chimico la quintessenza fosse ritenuta un elisir ottenuto dalla quinta distillazione degli elementi, il termine «quintessenza» ha anche assunto un significato più ampio, quello di caratteristica fondamentale di una sostanza o, più in generale, di una branca del sapere.

### Teorie moderne

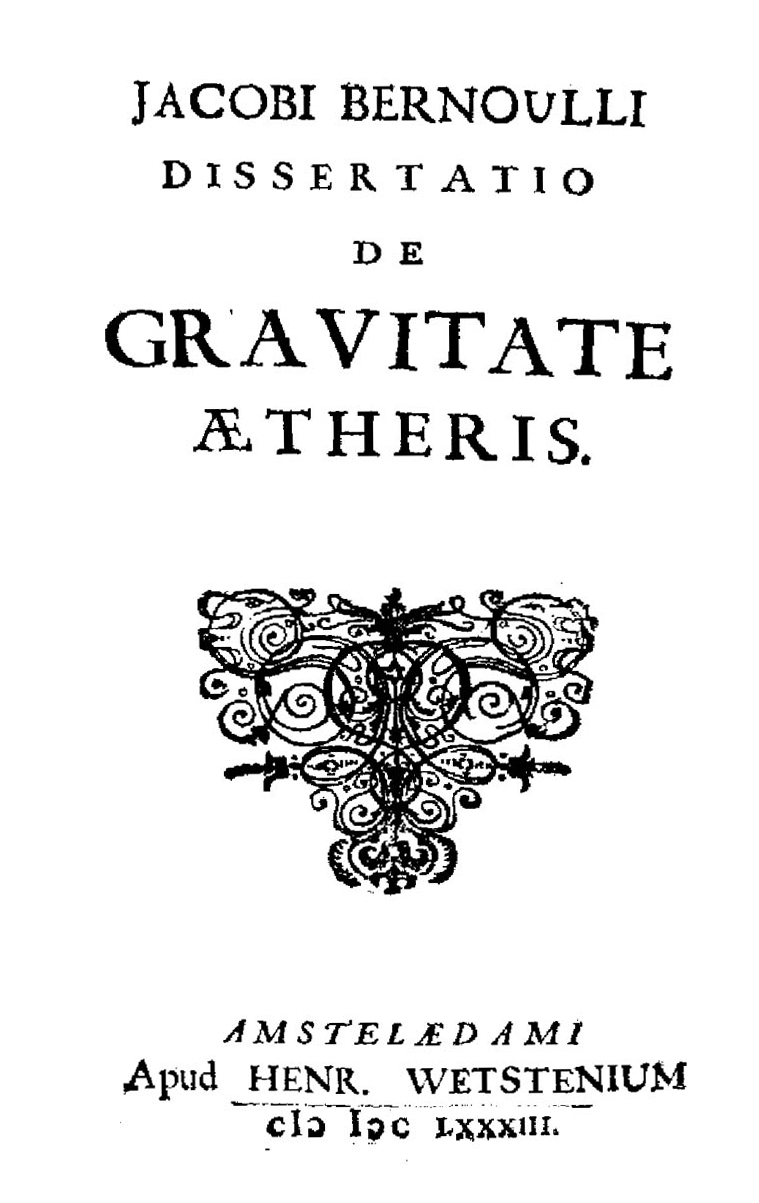
Jakob Bernoulli, De gravitate aetheris, 1683

Tra l'autunno e l'inverno del 1609, il fisico pisano Galileo Galilei (1564-1642) perfezionò nuovi strumenti ottici in grado di effettuare rilevanti ingrandimenti astronomici, i cui risultati furono pubblicati nel Sidereus Nuncius (1610), dove dava conto della morfologia della Luna, della Via Lattea, dell'esistenza dei cosiddetti satelliti medicei di Giove, e di numerose stelle non visibili a occhio nudo. I corpi celesti si dimostravano composti di elementi analoghi al mondo sub-lunare e cadeva così la necessità di attribuire loro una materia perfetta (o quintessenza).
L'antico concetto di etere continuò tuttavia ad essere inteso come una sostanza permeante il cosmo, sebbene le nuove teorie meccanicistiche presero a concepirlo come un medium sempre più grossolano. Cartesio ad esempio spiegava il fenomeno della gravità sulla base di vortici di etere.
Così Jakob Bernoulli nel 1682 formulò la teoria che la durezza dei corpi dipendesse dalla pressione dell'etere, mentre pochi anni dopo Isaac Newton nei suoi Philosophiæ Naturalis Principia Mathematica lo definì un «mezzo intermedio» per descrivere le interazioni dinamiche dei moti planetari, da lui poste alla base della legge di gravitazione universale. Egli spiegava cioè l'azione a distanza tra i corpi celesti, priva di contatto materiale, ricorrendo all'etere come ad un modello statico di fluidi.

#### L'etere luminifero
Ancora agli inizi dell'Ottocento una simile visione dell'etere fu riproposta con l'affermarsi della teoria ondulatoria della luce, da parte dell'inglese Thomas Young (1773-1829) e del francese Augustin-Jean Fresnel (1788-1827), in contrapposizione a quella corpuscolare di Isaac Newton, per l'esigenza di postulare un mezzo materiale in cui la luce potesse propagarsi, così come il suono si propaga attraverso l'aria. Venendo ora infatti concepita come onda, anziché come un corpo, la luce non avrebbe potuto diffondersi nel vuoto.
In seguito, Albert Einstein, con la sua teoria della relatività, supererà questa concezione dell'etere, almeno nel suo aspetto grossolano, sostituendolo però di fatto con una nuova considerazione dello spazio dotato di specifiche proprietà fisiche che escludono la possibilità del vuoto assoluto.

## La dimensione eterica nell'esoterismo

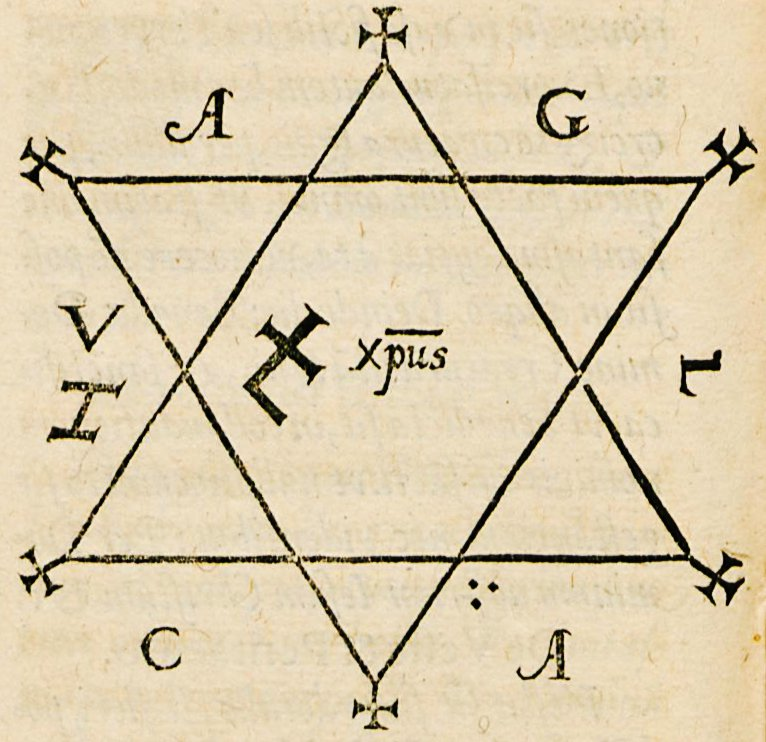
L'esagramma, che assomma in sé i simboli degli altri quattro elementi: fuoco, aria, acqua, terra.

L'etere è tornato ad essere oggetto di indagine filosofica ed esoterica sia da parte degli ambienti teosofici fondati da Madame Blavatsky, che lo identificò con i concetti orientali di akasha a livello cosmico e di prana a livello vitalistico individuale (costitutivo del corpo eterico), sia negli scritti rosacrociani di Max Heindel.

### I quattro eteri secondo Steiner
Rudolf Steiner, fondatore dell'antroposofia, lo mise invece in relazione con i quattro elementi della tradizione occidentale. Egli sostenne che, in epoche remote, l'etere di cui era fatto il mondo esisteva come calore, dal quale prese in seguito a differenziarsi, condensandosi progressivamente attraverso quattro epoche planetarie, e giungendo attualmente a scindersi in quattro coppie, governate dalla legge universale della polarità: fuoco, aria, acqua e terra hanno cioè ognuno una controparte eterica, dotata di caratteristiche opposte e complementari.
L'etere-calore, da cui si è originato l'elemento fuoco, è nella cosmogonia steineriana la prima sostanza con cui fu plasmato il mondo, emanazione della sostanza stessa dei Troni, gli angeli di Saturno così descritti dallo Pseudo-Dionigi l'Areopagita. Mentre il fuoco si espande verso l'alto, l'etere-calore ha la caratteristica opposta di discendere giù dal Sole, concentrandosi negli esseri viventi e favorendo il loro sviluppo. Di esso sono intessuti gli spiriti della natura conosciuti come salamandre.
L'etere-luce è la controparte dell'elemento aria, cioè dello stato gassoso: mentre l'aria appare caotica, disordinata, capace di penetrare ovunque e di collegare in maniera fluida ogni cosa, l'etere ad essa complementare si posa soltanto sulla superficie degli oggetti, ed è dotato di direzione, ordine e capacità di dividersi nettamente. L'etere-luce, inoltre, illuminando gli oggetti, li rende distinguibili creando le dimensioni della distanza e dello spazio. Ad esso appartengono gli spiriti della natura chiamate silfidi, che infondono luce alle piante.
L'etere-chimico si contrappone in maniera complementare agli stati liquidi appartenenti all'elemento acqua. A differenza di quest'ultima, fluida, densa, e compatta, tendente a restringersi nell'aspetto di sfere, l'etere-chimico è discontinuo, separatore, e perciò produttore di forme. Steiner fa derivare da esso fenomeni come la chimica e la musica, chiamandolo perciò anche etere del suono, per la sua capacità di strutturare la materia secondo rapporti numerici acustici, riflessi dell'armonia cosmica conosciuta sin dalla scuola pitagorica come «musica delle sfere». Nell'etere-chimico vivono le ondine, spiriti della natura che estraggono dalle piante e dagli alberi le diverse parti di cui sono composti, come rami, fronde, foglie, pur mantenendo tra queste una relazione d'insieme.
L'etere-vitale è in rapporto di polarità con l'elemento terra, ossia con tutto ciò che si trova in uno stato solido. Mentre la terra è dura e rigida, inerte e inanimata, l'etere-vitale possiede mobilità interiore, ed è capace di dare vita alla materia. In esso consiste il principio dell'io, ossia la forza in grado di conferire l'individualità ad un corpo. Nell'etere-vitale agiscono gli gnomi, spiriti della terra che in esso veicolano le idee archetipe del cosmo ricevute dagli alberi, trasmettendole ai minerali di cui si nutrono a loro volta le radici delle piante.